# Vivares
Pour les articles homonymes, voir Vivares (homonymie).
Vivares est une localité espagnole située en Estrémadure dans la province de Badajoz.